# 朱廷植
朱廷植，镶白旗人，清朝政治人物。监生。
朱廷植曾于1707年接替董庆祚任松江府知府一职，1710年由乔光先接任。